# Joe Crispin
Joseph Steven Crispin, detto Joe (Pitman, 18 luglio 1979), è un ex cestista e allenatore di pallacanestro statunitense, professionista nella NBA e in Europa.

## Carriera
Guardia tiratrice di carnagione bianca, Crispin nasce in una cittadina dell'East Coast americana, Pitman in New Jersey. Frequenta la Pennsylvania State University da dove esce a 23 anni per andare a vivere dall'altra parte dell'America. Si trasferisce a Los Angeles perché i Lakers lo scelsero nel Draft del 2002. Dopo alcune partite la società giallo-viola decise di farlo maturare alla Southern California Surf, squadra di una lega minore. 
L'anno successivo entra in un trading tra Phoenix Suns e LA Lakers, finendo dunque in Arizona. Ai Suns gioca 15 partite per poi finire nuovamente in una lega minore.
Poi giunge a Rockford per disputare una stagione in CBA. Nel 2003 arriva per la prima volta in Europa, dove gioca per l'AEK Atene. Dopo 14 partite torna negli States. Tra il 2004 e il 2005 gira tra le leghe minori, CBA, ABA 2000 e NBDL, tra Kansas City e Pennsylvania Valley. 
Nel 2005 comincia a girovagare lontano dall'America e a ricevere il grande interesse grazie alle sue doti balistiche che ne renderanno uno dei migliori attaccanti dei tornei europei. Arriva a Cracovia, ma non disputa partite perché in Italia c'è una squadra che deve ricoprire il ruolo di playmaker: è il Teramo Basket. Matteo Boniciolli e il vice Massimo Bianchi puntano sulle sue qualità ed è grazie a questa esperienza che Crispin si fa conoscere al grande pubblico. In quella stagione collezione 20 punti di media, 46% al tiro e 15 di media valutazione. Una stagione eccellente. 
Questo gli permette di strappare un contratto in Spagna con il Basket Zaragoza 2002, ma l'anno successivo viaggia verso la Turchia, dove per due anni gioca nel Banvit, squadra di cui diventa capitano e grande trascinatore. 
Dalla stagione 2009-10 ritorna in Italia a Brindisi, dove disputa il torneo di LegaDue, fortemente voluto dalla dirigenza brindisina che puntava su un play carismatico e trascinatore. La trattativa è stata lunga ed è stato difficile convincere il Bandirma Banvit a recedere dal contratto con l'americano.
Il 19 aprile 2010 conquista con Brindisi la matematica promozione in serie A.
Nell'estate successiva è stato ingaggiato dal Basket Barcellona; il tecnico Cesare Pancotto lo ha presentato così: «Abbiamo preso un giocatore che conosce il campionato e che ha personalità da vendere, un giocatore giusto per Barcellona e che ha le carte in regola per far bene in questa piazza». Il suo apporto è fondamentale per la rincorsa ai play-off di Legadue, tanto che c'è chi definisce la squadra "Crispin-dipendente".
Nel settembre del 2011, Joe Crispin ha firmato un contratto con la squadra ucraina dell'Azovmash Mariupol'.

## Statistiche

### College
| Anno      | Squadra                  | PG  | PT  | MP   | TC%  | 3P%  | TL%  | RP  | AP  | PRP | SP  | PP   |
| --------- | ------------------------ | --- | --- | ---- | ---- | ---- | ---- | --- | --- | --- | --- | ---- |
| 1997-1998 | Penn State Nittany Lions | 32  | 27  | 28,0 | 37,7 | 32,4 | 88,0 | 1,9 | 3,3 | 0,8 | 0,0 | 9,6  |
| 1998-1999 | Penn State Nittany Lions | 27  | 24  | 31,9 | 39,5 | 35,6 | 90,5 | 2,7 | 3,3 | 0,8 | 0,0 | 14,3 |
| 1999-2000 | Penn State Nittany Lions | 35  | 35  | 33,9 | 38,5 | 34,6 | 89,2 | 3,3 | 5,1 | 1,0 | 0,2 | 18,5 |
| 2000-2001 | Penn State Nittany Lions | 33  | 33  | 34,0 | 37,3 | 35,6 | 87,3 | 3,6 | 3,3 | 1,4 | 0,2 | 19,5 |
| Carriera  | Carriera                 | 127 | 119 | 32,0 | 38,2 | 34,8 | 88,5 | 2,9 | 3,8 | 1,0 | 0,1 | 15,6 |

### NBA

#### Regular Season
| Anno      | Squadra      | PG | PT | MP  | TC%  | 3P%  | TL%  | RP  | AP  | PRP | SP  | PP  |
| --------- | ------------ | -- | -- | --- | ---- | ---- | ---- | --- | --- | --- | --- | --- |
| 2001-2002 | L.A. Lakers  | 6  | 0  | 4,5 | 25,0 | 0,0  | 80,0 | 0,2 | 0,3 | 0,2 | 0,0 | 1,7 |
| 2001-2002 | Phoenix Suns | 15 | 0  | 8,6 | 41,1 | 42,9 | 100  | 0,7 | 1,6 | 0,3 | 0,0 | 4,6 |
| Carriera  | Carriera     | 21 | 0  | 7,4 | 38,2 | 38,5 | 92,3 | 0,5 | 1,2 | 0,2 | 0,0 | 3,8 |

## Palmarès
- ABA Most Valuable Player: 2004
- Campione USBL: 2004
- ABA 2000 All-Star Game: 2005

## Vita privata
È sposato con Erin e ha quattro figli: Abigail Lee, Elijah Joseph, Naomi Kathryn e Isaiah.
È una persona molto religiosa e spesso, quando staziona nella sua terra, scrive e recita sermoni per la chiesa protestante. 
Mentre è in giro per il mondo per la sua professione si diletta a scrivere sul suo blog sia sermoni che esperienze professionali e personali. Anche la moglie Erin ha un blog dove inserisce i suoi personali pensieri.

## Curiosità
Il 18 ottobre del 2009 ha eguagliato il record di canestri da tre punti realizzati in tornei professionistici italiani. Il cestista realizzò 10/10 nella vittoriosa trasferta dell'Enel Brindisi a Lodi contro Casalpusterlengo (82-92 il finale - per lui 39 punti e 39 di valutazione). È il primo record della LegaDue, ma in serie A anche Terrell McIntyre, che segnò 10 triple senza errori con la maglia di Reggio Emilia, vanta lo stesso record.